# 2014年爆米花夏季棒球聯盟
2014年爆米花夏季棒球聯盟，是由中華民國棒球協會和緯來電視網共同主辦的首屆爆米花棒球聯盟，共有6支球隊參賽，最終崇越隼鷹獲得總冠軍，並由外籍投手李韋斯拿下本屆MVP。

## 賽制
- 比賽期間自2014年5月24日至8月30日，每隊進行50場比賽，全季共150場例行賽。
- 例行賽結束後，進行兩輪系列賽：
  - 並先由排名第三、第二名進行季後賽（三戰二勝制）。
  - 勝者將與排名第一進行冠軍賽（五戰三勝制）。
- 季前舉行洋將選秀會，因此每隊會有4位外籍選手、1位外籍教練。
  - 第一循環賽，由聯盟給5位大專應屆畢業的大四球員（國訓隊除外）。
  - 第二循環賽，大四球員換成大一至大三球員，每隊依舊配給5位。
  - 單隊最多可以登錄25位原本隊上選手+4位外籍選手+5位大專支援選手。

## 賽事冠名
- 國訓隊由全球人壽冠名，隊名為「全球人壽國訓」。

## 各隊登錄球員

### 合作金庫棒球隊
總教練：許順益
教練團：王燕國、洪煒杰、林加祐、曾俊彥
投　手：陳政陽、唐嘉駿、何家榮、高耀佐、曾俊彥、林羿廸、吳蔚驊、林彥辰、彭識穎
　　　　鄭佳彥、陳釩碩、黃健隆、呂明杰、陳建中、Jose Rasario、Armando Gabino
捕　手：蔡孟達、李振堯、陳雅各
內野手：陳昱仁、王薪權、蘇偉銓、武立瑋、楊先賢、林佑謙、鄭嘉明、李柏霖、Kody Kirkland、Luis Rivera
外野手：廖英傑、柯景瀚、林加祐、林室澄、林俊萍、何祖韋、許誌峰、唐柏翔

### 台灣電力棒球隊
總教練：陳哲祥
教練團：李盈南、籃建安、鄭竣哲、莊智捷、Victor Guttierez
投　手：王翔鷹、石弘傑、鄭崴壬、吳名程、王昱博、蔡宗頤、劉耿瑞、佟百聖、雷凱迪
　　　　吳丞淵、林冠翰、鄧伊善、籃頤耀、翁瑞璟、李典庭、Omar Javier、Bryan Escanio、Paul Phillips
捕　手：黃韋銘、張力軒、彭子揚
內野手：胡志文、廖俊凱、施博詠、陳志高、黃昶恩、謝榮展、林廉凱、余宗翰、陳奕閔、Eddie Rogers
外野手：林根緯、蔡智榆、吳明儀、林進偉、黃鈺程、林勝凱、Edgardo Baez

### 台東綺麗珊瑚成棒隊
總教練：謝承勳
教練團：羅松永、高　瑋、杜寅傑
投　手：馬駿威、黃佳偉、陳智瑋、全　祈、嚴家業、李侑恩、廖椿儒、黃慶瑜、杜寅傑
　　　　江信德、王政浩、高敏靜、蘇稚程、王駿昊、高雲浩、Pedro Viola、Fernando Hernández、羅嘉仁　
捕　手：張位梓、林建華、陳正龍
內野手：陳胤澔、莫生政、陳文慶、潘宏翔、曹祐森、王品棋、林椲紘、林　和、蔡森夫、陳楷森、D'Angelo Jimenez、陳俊秀
外野手：李維祥、林　柱、王偉仲、陳誌祥、林嘉豪、宜東孝、姜育龍、郭俊甫、羅國麟

### 崇越隼鷹棒球隊
總教練：吳思賢
教練團：榊原良行、羅國璋、王湘嵐、鄭漢禮、姜建銘、Tommy Cruz
投　手：鄭文豪、朱郁信、何聖文、郭恆孝、李金龍、游宗儒、蘇哲民、林詩堯、彭賢庭、陳瑋恩
　　　　朱啟豪、湯允睿、尤士晉、張瑞麟、林屹洲、林克謙、Amaury Rivas、Ramon Pena
捕　手：干名彥、吳明訓、張嘉顯、吳松勳
內野手：唐挺育、吳東融、姜建銘、葉謦瑋、蔡群易、陳亞峻、余浩庭、馮健庭、黃俊凱、朱育賢、楊岱均
外野手：鄭鎧文、林子寒、郭泰延、林家慶、潘振瑋、吳界煌、歐耀宗、曹佑寧、Brahiam Maldonado、Kalian Sams、Miguel Abreu

### 臺中威達成棒隊
總教練：曾華偉
教練團：黃忠義、黃龍義、田家安、余進德、余賢明
投　手：徐正奇、許几仁、翁偉迪、蔡岳奇、林祖正、陳勁維、黃宗龍、李承鴻、黃超程
　　　　李昱鴻、石育哲、潘　杰、Juan Pena、Saúl Rivera、Miguel Martinez
捕　手：潘清龍、王志豪、高鵬翔、張進龍、Ramon Castro
內野手：黃俊祥、張佳瑋、林奐宇、增鈺傑、余進德、陳志偉、曾偉恩、Yadil Mujica
外野手：陽耀華、黃紹熙、方南堯、李嘉榮、郭冠辰、余賢明、戴如量、Jorge Jimenez

### 全球人壽國訓
總教練：王光輝
教練團：李安熙、莊志偉、蔡重光、郭勇志、陳保宏
投　手：林旺億、劉耀謙、林長慶、潘庭豐、洪嘉良、周　磊、吳忠威、李哲葳
　　　　林伯儒、林宗謙、李彥緯、陳達翔、范孟晨、Jerry Gil、Luis Atilano、陽耀勳
捕　手：古翔宇、林明杰、張翰華
內野手：羅　堃、龔則維、陳俞翔、曾陶鎔、盧漢鑫、張顥霖、郭阜林、蘇緯達、蔡尚穎、陳彥儒、何昱德、Dionys Cesar
外野手：王威晨、王天巍、謝志弘、劉淯瑋、吳宗峻、張鎧巖、Edgard Clemente

## 各隊借將名單

### 第一循環
| 位置 隊伍 | 台中威達            | 崇越隼鷹            | 合庫金庫            | 綺麗珊瑚            | 台灣電力            |
| 投 手     | 潘 杰 （輔仁大學）  | 林屹洲 （長榮大學） | 陳建中 （吳鳳科大） | 王駿昊 （國立體大） | 翁瑞璟 （嘉藥科大） |
| 投 手     | 石育哲 （嘉義大學） | 張瑞麟 （國立體大） | 呂明杰 （國立體大） | 高雲浩 （長榮大學） | 李典庭 （國立體大） |
| 捕 手     | 張進龍 （台灣體大） | 吳松勳 （開南大學） | 陳雅各 （文化大學） | 彭子揚 （國立體大） | 張力軒 （嘉藥科大） |
| 內野手    | 曾偉恩 （台北市大） | 朱育賢 （文化大學） | 李柏霖 （開南大學） | 陳楷森 （台灣體大） | 陳奕閔 （高苑科大） |
| 外野手    | 戴如量 （台灣體大） | 歐耀宗 （國立體大） | 唐柏翔 （開南大學） | 郭俊甫 （長榮大學） | 林勝凱 （長榮大學） |

### 第二循環
| 位置 隊伍 | 台中威達            | 崇越隼鷹            | 合庫金庫            | 綺麗珊瑚            | 台灣電力            |
| 投 手     | 李康聖 （台灣體大） | 林威志 （文化大學） | 楊耀毅 （台灣體大） | 楊翔皓 （文化大學） | 游朝惟 （台灣體大） |
| 投 手     | 蔡耀德 （輔仁大學） | 劉昱言 （開南大學） | 黃暐傑 （台灣體大） | 黃子鵬 （文化大學） | 林樺慶 （開南大學） |
| 捕 手     | 張進龍 （台灣體大） | 吳松勳 （開南大學） | 陳雅各 （文化大學） | 張閔勛 （文化大學） | 彭子揚 （國立體大） |
| 內野手    | 林書逸 （文化大學） | 顏聖賢 （開南大學） | 陳毅宏 （開南大學） | 張皓緯 （文化大學） | 蔡奕玄 （文化大學） |
| 外野手    | 吳柏毅 （文化大學） | 曹佑寧 （輔仁大學） | 簡廷安 （輔仁大學） | 羅國麟 （國立體大） | 劉家愷 （台灣體大） |

- 全球人壽國訓隊因選手過多，因此無須向大專球隊借將。

## 洋將選秀會
| 球隊 順位 | 台中威達                 | 崇越隼鷹                        | 合作金庫                   | 綺麗珊瑚                     | 全球人壽國訓                  | 台灣電力                 |
| 第一輪    | 班尼→ （Juan Pena）      | 米格爾→ （Miguel Abreu）        | 克蘭德→ （Kody Kirkland）  | 陳俊秀→ （Chun-Hsiu Chen）   | 阿提拉諾→ （Luis Atilano）    | 菲利浦→ （Paul Philips） |
| 第二輪    | 李維拉← （Saul Rivera）  | 雷蒙← （Ramon Pena）            | 荷西← （Jase Rasario）     | 卡尼歐← （Bryan Escanio）    | 傑瑞← （Jerry Gil）           | 艾迪← （Eddie Rogers）   |
| 第三輪    | 卡斯楚→ （Ramon Castro） | 馬多納度→ （Brahiam Maldonado） | 路易士→ （Luis Rivera）    | 佩卓→ （Pedro Viola）        | 凱薩→ （Dionys Cesar）        | 哈維爾→ （Omar Javier）  |
| 第四輪    |                          |                                 | 阿曼多← （Armando Gabino） | 梅納茲← （D'Angelo Jimenez） | 克萊門德← （Edgard Clemente） | 巴耶茲← （Edgardo Baez） |

- 註：S型選秀。
- 陳俊秀因為3月份遭到印地安人隊釋出，因此比照洋將須參加洋將選秀
- 註：慕西卡與李韋斯兩名外籍選手未參加選秀會，而直接加入台中威達與崇越隼鷹。
- 註：菲利浦因表現不符合需求而回國，原綺麗珊瑚的卡尼歐轉隊到台灣電力遞補，卡尼歐也成為爆米花聯盟第一位轉隊的洋將，而綺麗珊瑚則另外補進羅嘉仁。

## 例行賽成績
| 排名 | 隊伍         | 應賽 | 出賽 | 取消 | 勝 | 敗 | 和 | 勝率  |
| ---- | ------------ | ---- | ---- | ---- | -- | -- | -- | ----- |
| 1    | 合作金庫     | 51   | 45   | 6    | 27 | 17 | 1  | 0.614 |
| 2    | 崇越隼鷹     | 51   | 41   | 10   | 24 | 16 | 1  | 0.600 |
| 3    | 台灣電力     | 51   | 42   | 9    | 24 | 18 | 0  | 0.571 |
| 4    | 綺麗珊瑚     | 51   | 45   | 6    | 22 | 22 | 1  | 0.500 |
| 5    | 台中威達     | 51   | 44   | 7    | 17 | 26 | 1  | 0.395 |
| 6    | 全球人壽國訓 | 51   | 43   | 7    | 14 | 28 | 2  | 0.333 |

## 季後賽成績
- 數字代表為勝場數

|  |          |   |          |   | 決賽 |  |
|  |          |   |          |   |      |  |
|  |          |   |          |   |      |  |
|  |          |   |          |   |      |  |
|  | 崇越隼鷹 | 2 |          |   |      |  |
|  | 崇越隼鷹 | 2 |          |   |      |  |
|  | 台灣電力 | 0 |          |   |      |  |
|  | 台灣電力 | 0 | 崇越隼鷹 | 3 |      |  |
|  |          |   | 崇越隼鷹 | 3 |      |  |
|  |          |   | 合作金庫 | 1 |      |  |
|  |          |   | 合作金庫 | 1 |      |  |
|  |          |   |          |   |      |  |
|  |          |   |          |   |      |  |
|  |          |   |          |   |      |  |

## 最終排名
| 排名 | 隊伍           |
| ---- | -------------- |
| 金牌 | 崇越隼鷹       |
| 銀牌 | 合作金庫       |
| 銅牌 | 台灣電力       |
| 4    | 綺麗珊瑚       |
| 5    | 臺中威達       |
| 6    | 全球人壽國訓隊 |

## 獎項

### MVP
| 球員                    | 所屬球隊 |
| ----------------------- | -------- |
| 李韋斯 （Amaury Rivas） | 崇越隼鷹 |

### 個人獎項
| 獎項     | 球員                     | 所屬球隊       |
| -------- | ------------------------ | -------------- |
| 勝投王   | 王翔鷹                   | 台灣電力       |
| 防禦率王 | 荷西 （Jose Rosario）    | 合作金庫       |
| 救援王   | 卡尼歐 （Bryan Escanio） | 台灣電力       |
| 打擊王   | 蔡智榆                   | 台灣電力       |
| 打點王   | 路易士 （Luis Rivera）   | 合作金庫       |
| 全壘打王 | 陳俊秀                   | 綺麗珊瑚       |
| 安打王   | 凱薩 （Dionys Cesar）    | 全球人壽國訓隊 |
| 盜壘王   | 慕西卡 （Yadil Mujica）  | 臺中威達       |
| 最佳教練 | 吳思賢                   | 崇越隼鷹       |

### 最佳明星球員
| 守備位置 | 球員                     | 所屬球隊       |
| -------- | ------------------------ | -------------- |
| 投手     | 王翔鷹                   | 台灣電力       |
| 捕手     | 林明杰                   | 全球人壽國訓隊 |
| 一壘手   | 林椲紘                   | 綺麗珊瑚       |
| 二壘手   | 艾迪 （Edward Rogers）   | 台灣電力       |
| 三壘手   | 克蘭德 （Kody Kirkland） | 合作金庫       |
| 游擊手   | 慕西卡 （Yadil Mujica）  | 臺中威達       |
| 外野手   | 林根緯                   | 台灣電力       |
| 外野手   | 蔡智榆                   | 台灣電力       |
| 外野手   | 林王啟瑋                 | 臺中威達       |

## 外部連結
- 2014年爆米花夏季棒球聯盟在台灣棒球維基館上的頁面（繁體中文）
- 2014年爆米花夏季棒球聯盟（页面存档备份，存于）